# Galleta forta
La galleta forta és un pa amb forma de disc (pla, rodó i molt fi), poc torrat, enfarinat i molt cruixent típic de l'illa d'Eivissa, a les Balears. A diferència d'altres galetes marineres, la galeta forta és molt fina i ampla, i pot assolir els 20 cm de diàmetre. Conté farina integral i farina panificable suau (~W130), ambdues de blat, massa mare, oli d'oliva, aigua i sal. Gairebé conté llevat, la qual cosa garanteix la seva aparença fina i cruixent.
Igual que les galetes d'oli de Mallorca i les crostes o els bescuits de Formentera, les galletes fortes es produïen per proveir les naus en les seves llargues travesses pel mar. Gràcies a la seva alta quantitat d'oli i poca aigua, és un pa durador i que suporta bé la humitat del mar. Les galetes fortes es mengen soles o s'acompanyen de formatge, sobrassada, camaiot, areng i tomàquet, o bé una barreja d'oli d'oliva, vinagre i pebrot vermell.